# John Tovey
L'Almirall de la Flota John Cronyn Tovey, 1r Baró Tovey, GCB, KBE, DSO, DCL (7 de març de 1885 - 12 de gener de 1971) va ser un almirall de la Royal Navy britànica.

## Biografia
Tovey ingressà a la Royal Navy amb només 14 anys. Amb l'esclat de la Primera Guerra Mundial, Tovey serví al creuer "Amphion" i, posteriorment, comandà el destructor HMS Onslow durant la Batalla de Jutlàndia, per la qual va ser condecorat amb la DSO i una promoció especial a Comandant per la seva conducta valerosa.
Durant el període interbèl·lic, seguí el Curs Imperial de Defensa el 1927 i ocupà diversos serveis, com al HMS Victory a la Base Naval de Portsmouth, però la seva prompta promoció a Capità el 1923, amb només 38 anys, ja feia veure una carrera prometedora. Tovey tingué diversos comandaments fins que, el 1932, se li atorgà la comandància del cuirassat HMS Rodney. A continuació, va ser promogut a Comodor i a Contraalmirall, servint com a oficial de bandera a la Mediterrània amb Destructors, sota un altre antic oficial de Destructors, l'Almirall Andrew Browne Cunningham, i posteriorment, com a Ajuda de Camp Naval del Rei. El 1938 seguí un curs de guerra per a oficials superiors a l'Acadèmia de la Guerra de la Royal Navy a Greenwich.
Quan Itàlia declarà la guerra el 1940, Tovey havia estat promogut a Vicealmirall i Segon al Comandament de la Flota de la Mediterrània, participant en la batalla del Cap Spartivento. El novembre de 1940 va ser Comandant en Cap de la Flota d'Aigües Nacionals, servint allà fins al 1942. En aquell càrrec tingué diverses topades amb Dudley Pound, el Primer Lord del Mar, així com amb el Primer Ministre Winston Churchill. El seu èxit més notable va ser l'enfonsament del cuirassat alemany Bismarck, a bord del cuirassat HMS King George V.
Després de l'acció del Bismack, Tovey resistí els moviments per portar davant d'un consell de guerra al capità del Prince of Wales, John Leach, així com a Frederic Wake-Walker, Almirall comandant del Suffolk i del Norfolk, que havien abandonat la batalla amb el Bismark després que el Hood hagués estat enfonsat. Tovey estava horroritzat, i s'alçà un mur entre Tovey i Pound. Tovey afirmà que tots dos oficials havien actuat correctament donades les circumstàncies. Amenaçà de dimitir del seu càrrec i d'assistir a qualsevol Consell de Guerra que es realitzés en qualitat d'"amic dels acusats" i com a testimoni de la defensa. No es tornà a sentir a parlar de la proposta.
Com a Comandant en Cap de la Home Fleet, Tovey també era responsable dels Combois àrtics que viatjaven cap a la Unió Soviètica. Això tenia una dificultat extrema: no només es veia obligat a protegir-los mentre es dirigien cap a l'est davant la costa enemiga de Noruega, sinó que també els havia de protegir en el camí de tornada de les unitats de superfície alemanyes. Situant els seus vaixells a una zona podia deixar als combois vulnerables a una altra. Tampoc no l'ajudà l'Almirallat amb la seva tendència a interferir en les seves disposicions. Tovey no era pas un diplomàtic, però era un oficial de gran integritat i valentia que inspirava confiança en els seus subordinats.
Al juny de 1943, Tovey va ser nomenat Comandant en Cap de Nore, amb responsabilitat de controlar els combois de la costa est i d'organitzar les operacions de minat. Un parell de mesos després va ser promogut a Almirall de la Flota.
Tovey es retirà del servei actiu el 1946, tot i que en ser Almirall de la Flota restà com a membre actiu de la Royal Navy tota la resta de la seva vida. Al mateix any va ser ennoblit, sent nomenat Baró Tovey de Langton Matravers, títol que s'extingí amb la seva mort.

## Dates de Promoció
- Guardamarina - 1901
- Sotstinent – 20/10/1905 (antiguitat de 15/7/1904
- Tinent - 15/7/1906
- Tinent Comandant - 15/7/1914
- Comandant - 30/6/1916
- Capità – 31/12/1923
- Comodor – 30/1/1935
- Contraalmirall - 27/10/1935
- Vicealmirall – 3/05/1939
- Almirall - 30/10/1942
- Almirall de la Flota – 22/10/1943

## Condecoracions
Baró – 1 de gener de 1946
 Gran Creu de Cavaller l'Orde del Bany – 13 d'abril de 1943
Cavaller Comandant de l'Orde del Bany – 1 de gener de 1941
Company de l'Orde del Bany – 1 de febrer de 1937
 Cavaller Comandant de l' Orde de l'Imperi Britànic – 14 d'octubre de 1941
 Orde del Servei Distingit – 10 de juliol de 1919
 Menció als Despatxos – 1919
 Estrella de 1914-15
 Medalla Britànica de la Guerra 1914-20
 Medalla de la Victòria 1914-1918
 Estrella de 1939-45
 Estrella de l'Atlàntic
 Estrella de França i Alemanya
 Medalla de la Guerra 1939-1945
 Medalla de la Defensa
 Medalla de la Coronació del Rei Jordi VI 1937
 Medalla de la Coronació de la Reina Elisabet II 1953
 Creu de Guerra 1914-1918 (França) – 2 de novembre de 1917
 Comandant de la Legió del Mèrit (Estats Units) – 28 de maig de 1946
 Orde de Santa Anna de 4a classe amb Espases (Imperi Rus) - 1 d'octubre de 1917
 Orde de Suvórov de 1a classe (Unió Soviètica) – 29 de febrer de 1944
 Orde del Fènix (Grècia) – 15 d'abril de 1947